# Schefflera

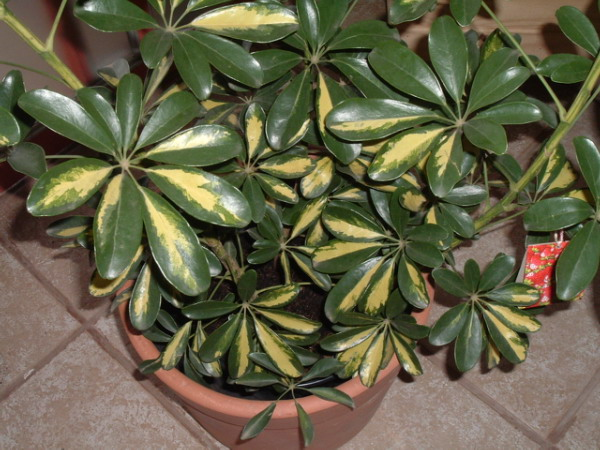
Schefflera arboricola

Schefflera és un gènere de plantes dins la família Araliaceae. Són arbres, arbusts o lianes i són plantes natives de Nova Zelanda, Java, l'Índia, Àsia oriental i Fiji.

## Cultiu
Diverses de les espècies, com Schefflera actinophylla ("arbre paraigües") i Schefflera arboricola són plantes ornamentals, d'interior, o de jardí en climes càlids.
Necessita molta llum però no els sol directe; la temperatura no ha de ser inferior als 15º-18°.
Es multiplica per esqueix o per murgonat.
N'hi ha nombrosos cultivars el més popular és el de fulles porpra.

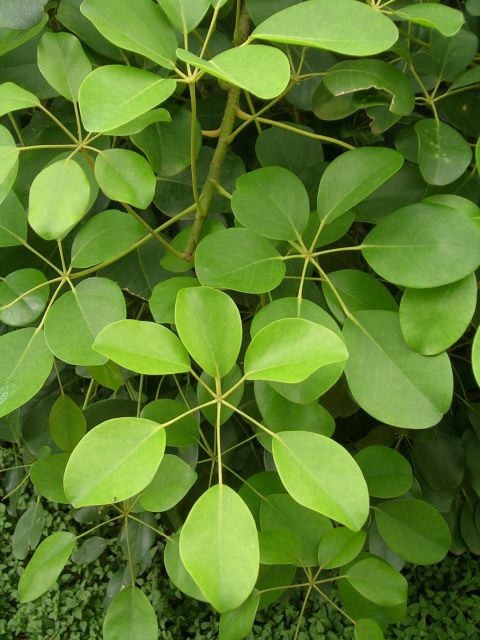
Schefflera wallichiana

## Història
El gènere rep el nom en honor del botànic Jacob Christian Scheffler.

## Sinònims
| - Sciodaphyllum P.Browne, Civ. Nat. Hist. Jamaica: 190 (1756). - Heptapleurum Gaertn., Fruct. Sem. Pl. 2: 472 (1791). - Actinophyllum Ruiz i Pav., Fl. Peruv. Prodr.: 51 (1794). - Unjala Blume, Catalogus: 56 (1823). - Sciadophyllum Rchb., Consp.: 145 (1828), orth. var. - Paratropia (Blume) DC., Prodr. 4: 265 (1830). - Brassaia Endl., Nov. Stirp. Dec. 1: 89 (1839). - Gynapteina Spach, Hist. Nat. Vég. 8: 113 (1839). - Heptoneurum Hassk., Flora 25(2 Beibl. 1): 30 (1842). - Didymopanax Decne. i Planch., Rev. Hort., IV, 3: 109 (1854). - Plerandra A.Gray, U.S. Expl. Exped., Phan. 1: 729 (1854). - Actinomorphe (Miq.) Miq., Fl. Ned. Ind. 1(1): 749 (1856). - Agalma Miq., Bonplandia (Hannover) 4: 138 (1856). | - Tupidanthus Hook.f. i Thomson, Bot. Mag. 82: t. 4908 (1856). - Parapanax Miq., Fl. Ned. Ind., Eerste Bijv.: 338 (1861). - Bakeria Seem., J. Bot. 2: 248 (1864). - Nesopanax Seem., J. Bot. 2: 249 (1864). - Astropanax Seem., J. Bot. 3: 176 (1865). - Crepinella Marchal, Trans. Linn. Soc. London, Bot. 2: 275 (1887). - Dizygotheca N.E.Br., Bull. Misc. Inform. Kew 1892: 197 (1892). - Cotylanthes Calest., Webbia 1: 100 (1905). - Octotheca R.Vig., Ann. Sci. Nat., Bot., IX, 4: 135 (1906). - Geopanax Hemsl., Hooker's Icon. Pl. 29: t. 2821 (1909). - Enochoria Baker f., J. Linn. Soc., Bot. 45: 324 (1921). - Scheffleropsis Ridl., Fl. Malay Penins. 1: 888 (1922). - Cephaloschefflera (Harms) Merr., Enum. Philipp. Fl. Pl. 3: 231 (1923). - Neocussonia Hutch., Gen. Fl. Pl. 2: 79 (1967). |